# 新語、流行語大賞
新語、流行語大賞（日语：／ shingo-ryūkōgo taishō */?）是日本自由國民社主辦的年度新詞與流行語票選活動，每年挑選出可反應當年度日本社會現象、且引起話題的年度大獎及前十名詞句，並頒獎給這些詞句所相關的人物或團體。

## 概要
大賞創始於1984年，於每年的12月1日（如當日為星期六、星期日，則順延至星期一）發表結果。
先在《現代用語的基礎知識》以問卷方式經由讀者的回答產生提名名單 ，再由審查委員會選出前十名以及年度大賞。審查委員會是由審查委員長藤本義一以及《現代用語的基礎知識》主編們所組成。

## 歷年獲獎名單

### 年間大賞選定之前
| 回 | 年度   | 部門   | 金賞               | 獲獎者                                                              |
| -- | ------ | ------ | ------------------ | ------------------------------------------------------------------- |
| 1  | 1984年 | 新語   | 阿信症候群         | 珍•康登 （《時代》雜誌自由記者）                                    |
| 1  | 1984年 | 流行語 | ○金 ○貧            | 渡邊和博 （插畫家）                                                 |
| 2  | 1985年 | 新語   | 分眾               | 近藤道生 （博報堂生活綜合研究所社長）                               |
| 2  | 1985年 | 流行語 | 一氣！一氣！       | 慶應義塾大學體育會                                                  |
| 3  | 1986年 | 新語   | 究極               | 雁屋哲 （漫畫家）                                                   |
| 3  | 1986年 | 流行語 | 新人類             | 清原和博、工藤公康、渡邊久信 （埼玉西武獅選手）                     |
| 4  | 1987年 | 新語   | 査察               | 伊丹十三 （電影導演）、 宮本信子 （女演員）                         |
| 4  | 1987年 | 流行語 | 不甘心○○           | 安部讓二 （小說家）                                                 |
| 5  | 1988年 | 新語   | 重建               | 尼古拉·尼古拉耶維奇·索洛維約夫（外交官） （蘇聯駐日本特命全權大使） |
| 5  | 1988年 | 流行語 | 今晚就到此為止     | 若尾文子 （女演員）                                                 |
| 6  | 1989年 | 新語   | 性騷擾             | 河本和子 （律師）                                                   |
| 6  | 1989年 | 流行語 | 开喜阿婆           | 堀田勝彥 （漫畫家）、 土井多賀子 （日本社會黨委員長）               |
| 7  | 1990年 | 新語   | 模糊               | 三上遵太郎 （松下電器產業電化研究所所長）                           |
| 7  | 1990年 | 流行語 | 櫻桃小丸子（現象） | 湯瑪士•里德 （《華盛頓郵報》東京支局記者）                          |

### 年間大賞選定之後
| 回 | 年度   | 年間大賞 | 獲獎者                                                        |
| -- | ------ | --- | ------------------------------------------------------------- |
| 8  | 1991年 | 不是…嗎 | Charlie濱 （搞笑藝人）                                        |
| 9  | 1992年 | 「像是歡喜，又像是悲哀」 「你們的關係怎樣」                                                                                            | 金婆婆與銀婆婆 （日本最年長的在世雙胞胎）                     |
| 10 | 1993年 | J.LEAGUE | 川淵三郎 （J聯賽首任主席）                                    |
| 11 | 1994年 | 發生了許多事情 | 宮澤理惠 （女性偶像藝人）                                     |
| 11 | 1994年 | 一朗（效果） | 鈴木一朗 （歐力士野牛選手）                                   |
| 11 | 1994年 | 同情我就給我錢 | 安達祐實 （女童星）                                           |
| 12 | 1995年 | 無黨派 | 青島幸男 （東京都知事）                                       |
| 12 | 1995年 | NOMO | 野茂英雄 （洛杉磯道奇選手）                                   |
| 12 | 1995年 | 神戶加油 | 仰木彬 （歐力士野牛教練）                                     |
| 13 | 1996年 | 自己想要表揚自己 | 有森裕子 （馬拉松選手）                                       |
| 13 | 1996年 | 友愛 / 排除理論 | 鳩山由紀夫 （民主黨代表）                                     |
| 13 | 1996年 | Make drama | 長嶋茂雄 （讀賣巨人教練）                                     |
| 14 | 1997年 | 失樂園 | 渡邊淳一 （作家）、 黑木瞳 （女演員）                         |
| 15 | 1998年 | 橫濱大魔神 | 佐佐木主浩 （橫濱海灣之星選手）                               |
| 15 | 1998年 | 是的 | Pirates (組合)（搞笑組合）                                    |
| 16 | 1999年 | 小淵電話 | 小淵惠三 （內閣總理大臣）                                     |
| 16 | 1999年 | 雪恥 | 松坂大輔 （埼玉西武獅選手）                                   |
| 16 | 1999年 | 雜草魂 | 上原浩治 （讀賣巨人選手）                                     |
| 17 | 2000年 | OH-HA | 慎吾媽媽 （香取慎吾的電視節目角色）                           |
| 17 | 2000年 | 資訊革命 | 木下齊 （商店街網路社長）                                     |
| 18 | 2001年 | 「小泉語錄」： 米百俵（米百俵）／沒有聖域的結構改革（）／不要恐懼，不要怯懦，不要被束縛（恐れず怯まず捉われず）／骨太方針（）／Wide Show內閣（ワイドショー内閣）／改革的陣痛（改革の「痛み」） | 小泉純一郎 （內閣總理大臣）                                   |
| 19 | 2002年 | 髯海豹小玉 | 佐佐木裕司 （川崎市市民）、 黑住祐子 （富士電視台播音員）     |
| 19 | 2002年 | 世界盃（中津江村） | 坂本休 （中津江村村長）                                       |
| 20 | 2003年 | 毒饅頭 | 野中廣務 （前眾議院議員）                                     |
| 20 | 2003年 | 為啥麼呢～ | 小哲and小智 （搞笑組合）                                      |
| 20 | 2003年 | 政權公約 | 北川正恭 （早稻田大學教授）                                   |
| 21 | 2004年 | 感覺超棒 | 北島康介 （游泳選手）                                         |
| 22 | 2005年 | 小泉劇場 | 武部勤 （自由民主黨幹事長）                                   |
| 22 | 2005年 | 一切都在意料之內（外） | 堀江貴文 （活力門社長）                                       |
| 23 | 2006年 | 鮑步 | 荒川靜香 （花樣滑冰運動員）                                   |
| 23 | 2006年 | 品格 | 藤原正彥 （數學家）                                           |
| 24 | 2007年 | 必須得（對宮崎）做點什麼 | 東國原英夫 （宮崎縣知事）                                     |
| 24 | 2007年 | 靦腆王子 | 石川遼 （高爾夫球選手）                                       |
| 25 | 2008年 | Guu～! | 江戶晴美 （搞笑藝人）                                         |
| 25 | 2008年 | Around40 | 天海祐希 （女演員）                                           |
| 26 | 2009年 | 政權更迭 | 鳩山由紀夫 （內閣總理大臣）                                   |
| 27 | 2010年 | 怪怪怪的～ | 武良布枝 （《鬼太郎之妻》的作者）                             |
| 28 | 2011年 | 大和撫子 | 日本足球協會女子委員會                                        |
| 29 | 2012年 | 夠狂野吧 | 小杉 （搞笑藝人）                                             |
| 30 | 2013年 | 就是現在吧! | 林修 （東進高校·東進衛星預備校講師）                          |
| 30 | 2013年 | 賓·至·如·歸 | 瀧川克里斯特爾 （自由女播音員）                               |
| 30 | 2013年 | 嗟嗟嗟(jjj) | 宮藤官九郎 （編劇）、 能年玲奈 （女演員）                     |
| 30 | 2013年 | 加倍奉還 | 堺雅人 （男演員）、 TBS《半澤直樹》製作團隊                   |
| 31 | 2014年 | 不行哦～不行不行 | 日本電氣聯合 （搞笑組合）                                     |
| 31 | 2014年 | 集體自衛權 | 無                                                            |
| 32 | 2015年 | 爆買 | 羅怡文 （LAOX社長）                                           |
| 32 | 2015年 | Triple Three | 柳田悠岐 （福岡軟銀鷹選手）、 山田哲人 （東京養樂多燕子選手） |
| 33 | 2016年 | 很神 | 緒方孝市（廣島東洋鯉魚總教練） 鈴木誠也（廣島東洋鯉魚外野手） |
| 34 | 2017年 | 曬IG | CanCam it girl                                                |
| 34 | 2017年 | 揣摩上意 | 稻本實 （株式會社肚臍製作代表董事）                           |
| 35 | 2018年 | 對啊 | Loco Solare （平昌冬奧會日本女子冰壺隊）                      |
| 36 | 2019年 | ONE TEAM | 2019年世界盃橄欖球賽日本國家橄欖球隊                          |
| 37 | 2020年 | 3密 | 小池百合子 （東京都知事）                                     |
| 38 | 2021年 | 真正二刀流/SHOW TIME / | 大谷翔平 （洛杉磯天使選手）                                   |
| 39 | 2022年 | 村神 村神様 | 村上宗隆（日本職棒東京養樂多燕子選手）                        |

## 外部連結
- 「現代用語の基礎知識」選　ユーキャン 新語・流行語大賞 （页面存档备份，存于）